# Нефра
Нефра (также Нефро) — старичное озеро эутрофного типа в левобережье нижнего течения Клязьмы в южной части Южского района Ивановской области. Расположено в 17 км к югу от города Южи. 
Нефра имеет узкую длинную и извилистую форму с общей длиной около 3,5 км, ширина колеблется от 20 до 200 м. Площадь зеркала — 23,5 га. Высота над уровнем моря — 78,6 м. Восточный берег более высокий, его занимают сельскохозяйственные угодья, восточный берег более низкий, заболоченный. На северо-восточном берегу расположено село Новоклязьминское, на северо-западном — деревня Подьелово. Вдоль восточного берега проходит автодорога от Новоклязьминского до деревни Косики.
Код объекта в государственном водном реестре — 09010301111199000000450.